# ان‌جی‌سی ۳۶۴
ان‌جی‌سی ۳۶۴ (انگلیسی: NGC 364) نام یک کهکشان در صورت فلکی نهنگ است.